# Вонки
Вонки (англ. wonky, брит. сленг шаткий, неустойчивый) — жанр электронной танцевальной музыки, возникший как термин, характеризующий тенденции в использовании аналоговых синтезаторов на средних частотах.

## История
Впервые упомянут весной 2008 года Мартином Кларком, автором блога Blackdown и колумнистом Pitchfork Media.
Позднее слово стало использоваться в сочетаниях wonky-pop и wonky-techno. Flying Lotus и Starkey являются основными приверженцами вонки-звучания в США, где его также называют «street bass». На другой стороне Атлантики, в Шотландии, город Глазго можно считать одной из колыбелей wonky, его связывают c именами Hudson Mohawke и Mike Slott, там вонки также известен как «aquacrunk», прежде всего благодаря музыканту Rustie. Вонки — это обновленный Kode9, основатель лейбла Hyperdub и, ожививший олдскульный джангл.
В Америке вонки формировался под влиянием ломаных ритмов и джаз-музыки, и сам по себе основан на органическом восприятии, в то время как aquacrunk и вонки родом из Бристоля, яркими представителями которого являются Joker Joker и Guido, находятся под влиянием кранка, инструментального грайма и дабстепа. Аквакранк выделяют медленные плавающие ритмы, morphing-басы и использование синтезаторов.
В России к одним из последователей вонки можно отнести DZA, основателя how2make, также известного по совместной работе с Mujuice в тандеме Cut2Kill. Вместе с другим отечественным музыкантом Pixelord, они издаются на западном лейбле Error Broadcast в компании с Comfort Fit и 1000names.
На азиатской сцене вонки ассоциируется с японцем Toru Koda, он же Quarta 330, его отличают GameBoyDub, 8-bit'ные абстракции, грайм- и чиптюн-звучание. Издается на Hyperdub и собственном лейбле Lo-bit Playground.